# ميخائيل إدوين كيف
ميخائيل إدوين كيف هو سياسي كندي، ولد في 14 أبريل 1844، وتوفي في 1933. حزبياً، نشط في الحزب الليبرالي في نوفا سكوشا ‏.